# Vuelo 58 de All Nippon Airways
El vuelo 58 de All Nippon Airways (ANA) fue un avión Boeing 727-281, JA8329, que chocó con un avión de combate North American F-86F Sabre de Fuerza Aérea de Autodefensa de Japón (JASDF), 92-7932, cuando iba en camino desde el Aeropuerto de Chitose en Sapporo para el Aeropuerto Internacional de Haneda en Tokio el 30 de julio de 1971 a las 02:04, hora local. Las 162 personas a bordo del Boeing 727 murieron. El piloto y único ocupante del F-86, un aprendiz de la Fuerza Aérea de Autodefensa de Japón (JASDF por sus siglas en inglés), se expulsó de su avión poco antes de la colisión y sobrevivió. La colisión se produjo sobre Shizukuishi, Prefectura de Iwate.
Fue el desastre aéreo más grave de 1971. De hecho, fue considerado el desastre aéreo más mortífero de la historia hasta el vuelo 217 de Aeroflot en 1972 con 174 muertos.

## Descripción

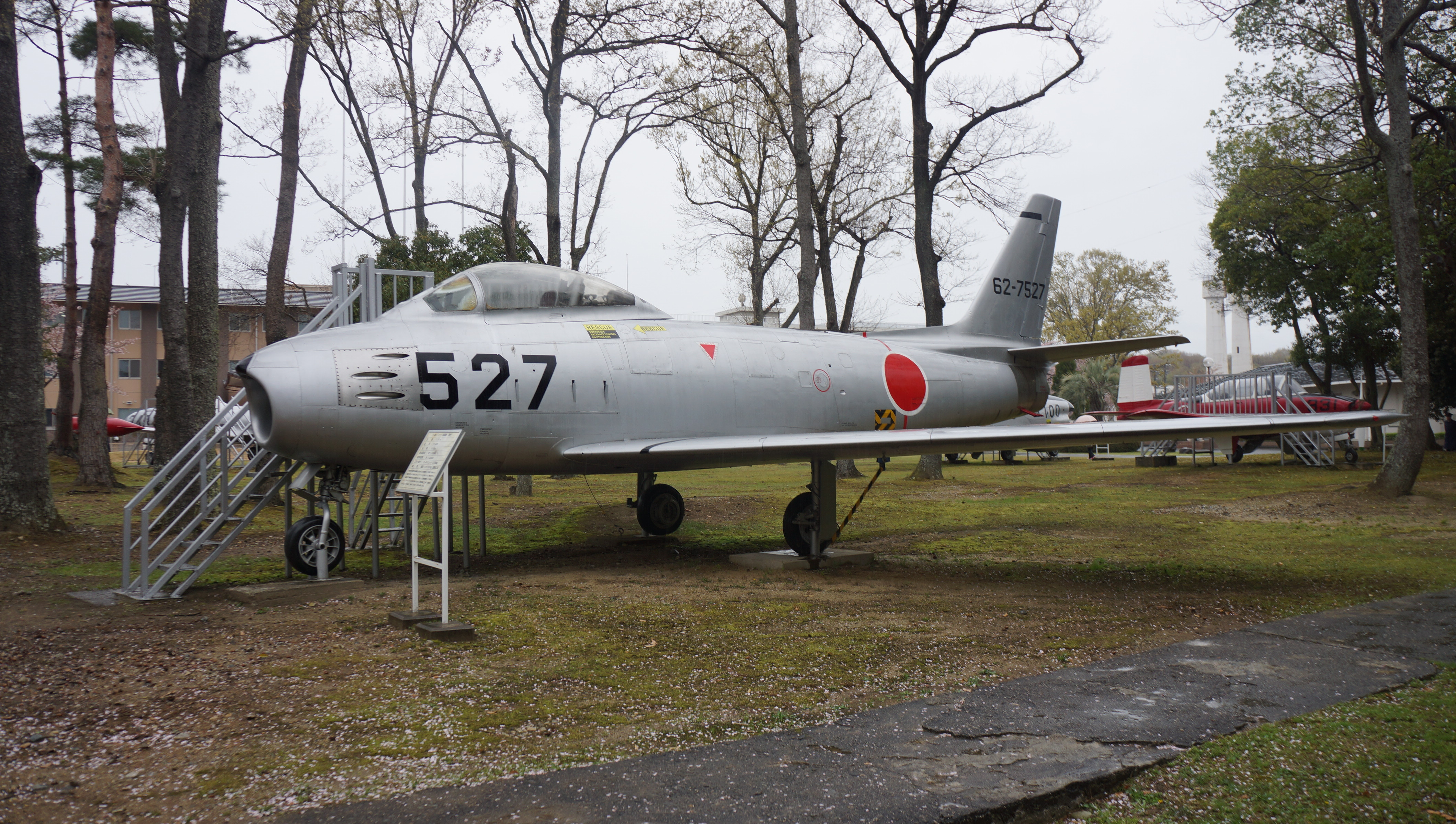
Un caza North American F-86 Sabre similar al involucrado en el accidente.

El vuelo 58 había despegado de Sapporo y estaba volando a una altitud de FL280. Mientras tanto, un aprendiz de 22 años de edad de la JASDF, sargento técnico Yoshimi Ichikawa (市川良美 Ichikawa Yoshimi?), y su instructor, el capitán Tamotsu Kuma (隈太茂津 Kuma Tamotsu?), estaban practicando maniobras en sus cazas F-86. Ichikawa, que no había estado observando el tráfico, fue quien chocó con el 727 cuando se aproximaba, pero no pudo evitar el accidente. En cambio, se eyectó. El borde de ataque del F-86 golpeó a la izquierda del estabilizador horizontal del Boeing, haciendo que el avión de pasajeros fuera en picada. El 727 se desintegró en el aire y se estrelló cerca de la ciudad de Shizukuishi.
Los dos aviones chocaron a 26 000 pies sobre Morioka, en la parte norte de la isla principal japonesa de Honshu, 275 millas al norte de Tokio. El avión de combate F-86F se hundió en un campo de arroz, mientras que los restos del avión de tres motores se extiendieron sobre una amplia área.
La mayoría de los pasajeros procedían de Fuji, Prefectura de Shizuoka y regresaban de un viaje a Hokkaidō. De los pasajeros, 125 se encontraban en un grupo de turistas compuesto por miembros de una sociedad para los familiares de los militares japoneses muertos en la Segunda Guerra Mundial.
Saburo Kawanishi, de 41 años, el piloto del avión de pasajeros, contaba con más de 8.000 horas de experiencia de vuelo. Él fue capaz de emitir un breve mensaje de radio entre el momento de la colisión y el accidente.
En ese momento, fue el desastre aéreo más mortífero de la historia. El anterior accidente más mortífero de la historia de la aviación fue el accidente del vuelo 742 de Viasa, el 16 de marzo de 1969, en un barrio popular de Maracaibo, en donde fallecieron 84 personas en el avión y 71 en tierra, dejando un total de 155 muertos.